# محمد المليحي
محمد المليحي (12 نوفمبر 1936 - 28 أكتوبر 2020)، هو فنان تشكيلي مغربي، ويُعدّ المليحي الذي وُلد في مدينة أصيلة المغربية، أحد الوجوه الحداثية البارزة في المشهد التشكيلي المغربي المعاصر.
درس الفنّانُ الراحل الفنَّ التشكيلي في عدّة مدارس ومعاهد فنية داخل المغرب وخارجه خلال خمسينيات وستّينيات القرن الماضي؛ بدءاً بـ«مدرسة الفنون الجميلة» في مدينة تطوان بين سنتَي 1953 و1955، ثمّ «مدرسة الفنون الجميلة سانتا إيزابيل دي هنغاريا» في إشبيلية عام 1955، فـ «المدرسة العليا للفنون الجميلة سان فرناندو» في مدريد سنة 1956، ثمّ «أكاديمية الفنون الجميلة» في روما بين 1957 و1960 و«معهد إستاتالي للفن» في روما أيضاً عام 1960، ثمّ «المدرسة الوطنية للفنون الجميلة» في باريس بين 1960 و1961. وفي العام 1962، التحق بـ«جامعة كولومبيا» الأميركية التي درس فيها حتى العام 1964؛ سنة عودته إلى بلده.

## وفاته
توفي يوم الأربعاء 28 أكتوبر 2020، عن سن يناهز 84 سنة، في أحد مستشفيات العاصمة الفرنسية باريس؛ حيثُ كان يخضع لفحوصاتٍ طبية، قبل إدخاله إلى العناية المركّزة بسبب إصابته بمرض فيروس كورونا.